# Titularbistum Chytri
Chytri (ital.: Chitri) ist ein Titularbistum der römisch-katholischen Kirche. 
Es geht zurück auf einen früheren Bischofssitz in der Stadt Kythrea, die sich auf Zypern befindet. Das Bistum gehörte der Kirchenprovinz Salamis an.
| Titularbischöfe von Chytri |                                      |                                                                                   |                |                 |
| Nr.                        | Name                                 | Amt                                                                               | von            | bis             |
| 1                          | Andrea Duranti                       |                                                                                   | 11. März 1743  |                 |
| 2                          | Patrick Lambert OFM                  | Koadjutorvikar von Newfoundland Apostolischer Vikar von Newfoundland (Kanada)     | 2. August 1805 | 1817            |
| 3                          | Martinus Johannes Niewindt           | Apostolischer Vikar von Curaçao (Niederländische Antillen)                        | 1842           | 12. Januar 1860 |
| 4                          | Narcisse Zéphirin Lorrain            | Apostolischer Vikar von Pontiac (Kanada)                                          | 14. Juli 1882  | 6. Mai 1898     |
| 5                          | Auguste Julien Pierre Fortineau CSSp | Koadjutorvikar von Diégo-Suarez Apostolischer Vikar von Diégo-Suarez (Madagaskar) | 17. Juli 1914  | 9. Februar 1948 |
| 6                          | Miguel Nóvoa Fuente                  | Weihbischof in Santiago de Compostela (Spanien)                                   | 9. April 1956  | 20. Mai 1966    |